# Bad Schönborn
Bad Schönborn ist eine Gemeinde im nördlichen Landkreis Karlsruhe in Baden-Württemberg.

## Geographie

### Geographische Lage
Der Kurort liegt in 105 bis 185 Meter Höhe am Ostrand des Oberrheingrabens und am Tor zum Kraichgauer Hügelland, etwa auf halber Strecke zwischen Karlsruhe und Heidelberg.

### Nachbargemeinden
| St. Leon-Rot      | Malsch                                      | Mühlhausen, Rettigheim |
| Kronau, Waghäusel | Kompassrose, die auf Nachbargemeinden zeigt | Östringen              |
| Hambrücken        | Stettfeld, Ubstadt-Weiher                   | Zeutern                |

### Gemeindegliederung
Die Gemeinde Bad Schönborn besteht aus den beiden Ortsteilen Bad Langenbrücken und Bad Mingolsheim. Zum Ortsteil Bad Langenbrücken gehört neben dem Dorf die Lußhardtsiedlung. Zum Ortsteil Bad Mingolsheim gehören neben dem Dorf das Gehöft Bruchhöfe, die Orte Kislau und Waldhaus und das Haus Sägewerk Bender. Im Gebiet des Ortsteils Bad Langenbrücken liegt die Wüstung Kenel.

## Geschichte
Bad Schönborn entstand am 1. Januar 1971 im Zuge der Gebietsreform in Baden-Württemberg aus den beiden ehemaligen Gemeinden Bad Langenbrücken und Bad Mingolsheim. Die neue Gemeinde hieß zunächst Bad Mingolsheim-Langenbrücken und wurde am 7. August 1972 in Bad Schönborn umbenannt. Der Name Bad Schönborn geht auf Damian Hugo von Schönborn (Fürstbischof von Speyer 1719–1743) zurück, der das Schloss Kislau in Bad Mingolsheim umfassend neu gestaltete. Bis zur Kreisreform am 1. Januar 1973 gehörte Bad Schönborn zum Landkreis Bruchsal.

### Bad Mingolsheim

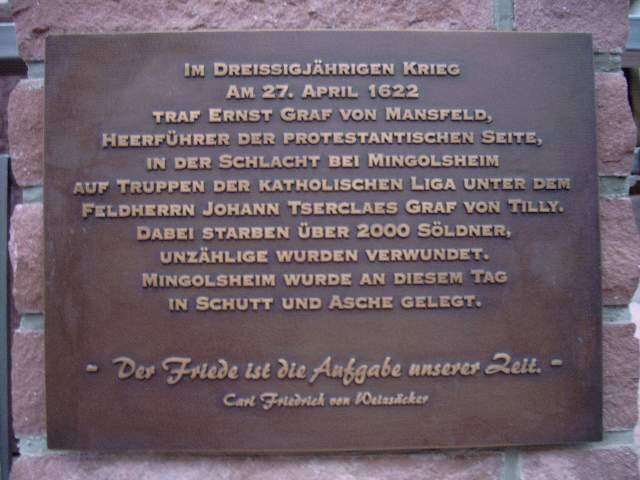
Gedenktafel in Bad Mingolsheim

Mingolsheim wurde erstmals 773 im Lorscher Codex erwähnt. 1353 geriet es unter die Herrschaft des Bischofs von Speyer (Gerhard von Ehrenberg). 1622 fand hier im Dreißigjährigen Krieg die Schlacht am Ohrenberg zwischen Graf Mansfeld und Tilly statt.
Bereits 1825 war man bei der Suche nach Trinkwasser mit der ersten Bohrung in 30 Meter Tiefe auf eine Schwefelquelle gestoßen. 1835 bis 1846 wurde die erste Kuranstalt in Betrieb genommen, welche sich aber nicht weiter halten konnte. 1905 wurde erneut von privater Seite durch Otto Sebastian Weickgenannt nach Erbohrung einer zweiten Quelle auf seinem Grundstück ein Anfang gemacht. Diese nahm er unter Schwefelbad Mingolsheim in Betrieb und gründete schließlich am 3. März 1920 die Firma Schwefelbad Mingolsheim GmbH. Heute besteht die Anstalt als Sankt-Rochus-Kliniken weiter fort. Seit dem 30. Juni 1964 führt der Ort den Namenszusatz Bad. Im Mai 1970 fand eine neue Tiefbohrung in 645 Meter Tiefe eine Thermal-Sole, die mit einer Schüttung von vier Liter/sec und einer Temperatur von 45 °C artesisch austritt. Diese starke Natrium-Chlorid-Therme wurde als Lambertus-Quelle gefasst und 1975 mit dem neu errichteten Thermal-Sole-Bewegungsbad als Thermarium ihrer Bestimmung übergeben.

### Bad Langenbrücken
Langenbrücken wurde im Jahr 1269 erstmals erwähnt, als der Bischof von Speyer (Heinrich II.) die Grundherrschaft dort erwarb.
Fürstbischof Franz Christoph von Hutten ließ 1766 nach dem Fund von Schwefelquellen ein Schwefelbad errichten, das zur Grundlage für den Kurbetrieb wurde. Langenbrücken gehörte bis 1802 zum Hochstift Speyer. Am 15. September 1802 wurde das rechtsrheinische Gebiet des Bistums, darunter auch Langenbrücken, durch den Markgrafen von Baden in Besitz genommen. Am 6. September 1965 wurde dem Ort durch die Landesregierung von Baden-Württemberg die Bezeichnung Bad verliehen. Der Name leitet sich von einer langen Brücke ab, die schon in der Römerzeit als Zollstation gedient haben soll.

## Religionen
Mingolsheim und Langenbrücken wurden jahrhundertelang durch das Hochstift Speyer katholisch geprägt. Die Seelsorgeeinheit Bad Schönborn-Kronau gehört heute zum Erzbistum Freiburg. Daneben bestehen heute auch eine evangelisch-landeskirchliche und eine Freie evangelische Gemeinde (FeG). Auch die Neuapostolische Kirche ist im Ortsteil Langenbrücken mit einer Gemeinde vertreten.

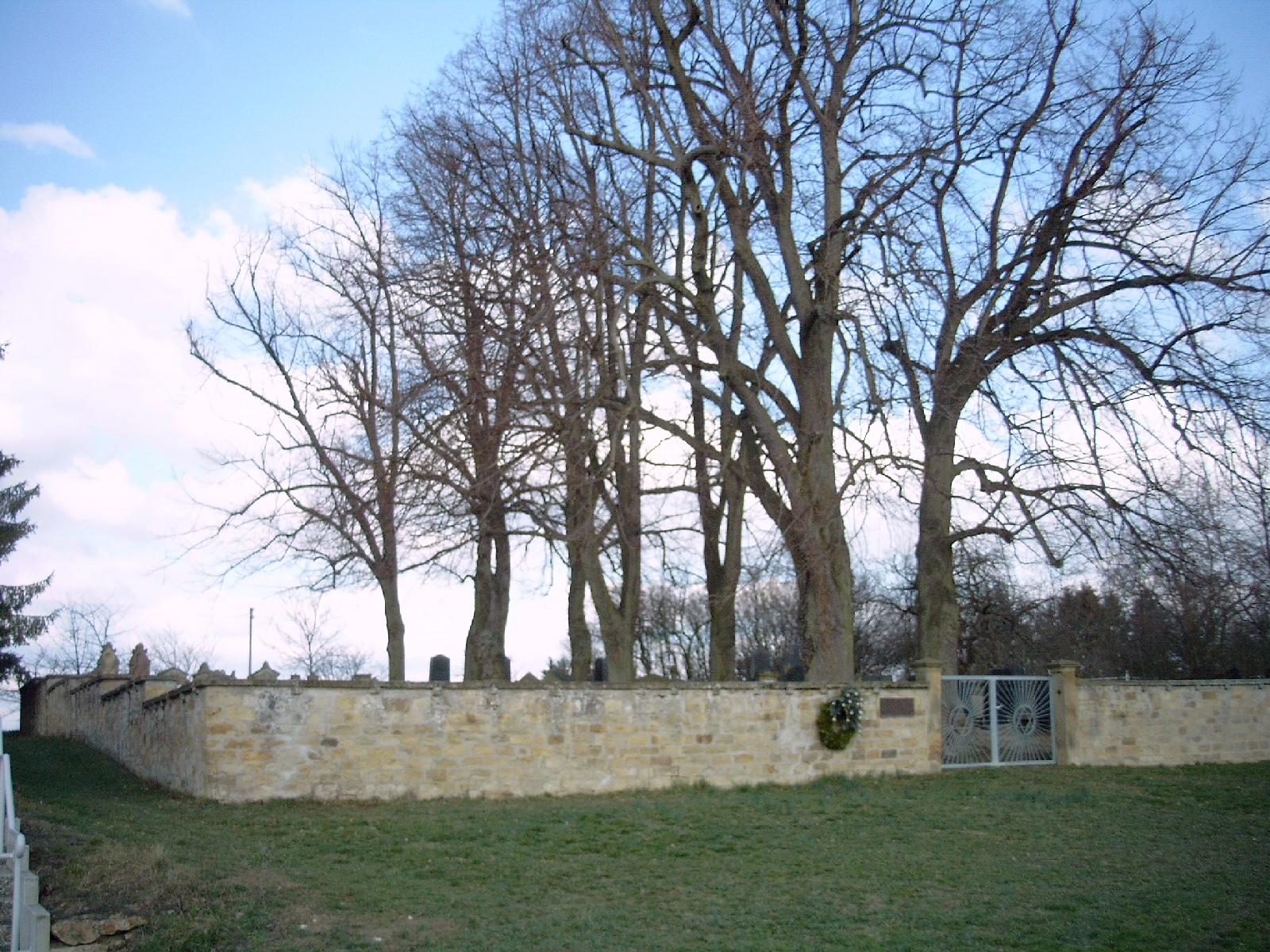
Jüdischer Friedhof in Bad Mingolsheim

Vom 18. Jahrhundert bis 1935 gab es in Mingolsheim auch eine jüdische Gemeinde. 1714 wurden vier jüdische Familien gezählt, 1875 wurde mit 77 Personen der Höchststand erreicht. Ab 1827 gehörte die jüdische Gemeinde zum Rabbinatsbezirk Bruchsal. Bis in die 1930er Jahre bestand in Mingolsheim eine Synagoge. Die 2015 gründete Initiative Stolpersteine Bad Schönborn setzt sich aktiv dafür ein, die Erinnerung an die jüdischen Mitbürger von Bad Schönborn zu bewahren.
Der von einer Steinmauer umschlossene jüdische Friedhof mit 154 Grabstätten befindet sich am nordöstlichen Ortsrand von Bad Mingolsheim. Die Fläche beträgt 24 Ar, wovon die Gräber und der Weg nur etwa 10,5 Ar in Anspruch nehmen, der Rest ist Wiese. Der Friedhof wurde 1878 fertiggestellt und bis 1939 genutzt. Auf ihm liegen neben den Mingolsheimer Juden auch die Juden aus Malsch und Östringen. Vor dieser Zeit wurden die Toten in Obergrombach beigesetzt.

## Politik

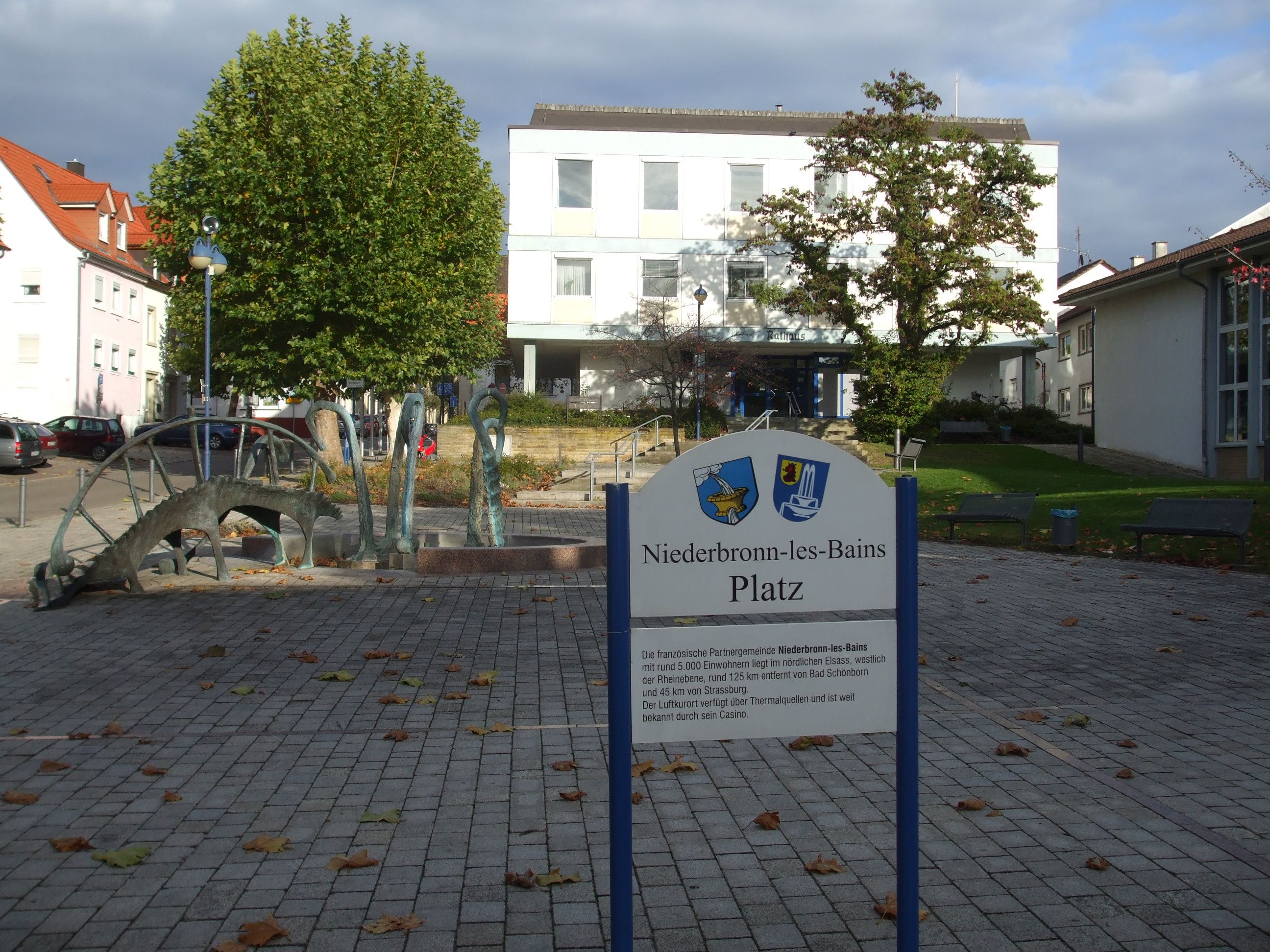
Rathaus in Bad Langenbrücken mit dem Niederbronn-les-Bains-Platz (2009)

Die Gemeinde Bad Schönborn wird wie alle Kommunen in Baden-Württemberg von einem Gemeinderat und einem Bürgermeister verwaltet. Der Gemeinderat wird von der Bevölkerung auf fünf Jahre, der Bürgermeister auf acht Jahre gewählt.

### Gemeinderat
Der Gemeinderat hat 22 ehrenamtliche Mitglieder, die für fünf Jahre gewählt werden. Hinzu kommt der Bürgermeister als stimmberechtigter Gemeinderatsvorsitzender.
Die Kommunalwahl 2024 führte zu folgendem Ergebnis (in Klammern: Unterschied zu 2019):
| Gemeinderat 2024               | Gemeinderat 2024 | Gemeinderat 2024 | Gemeinderat 2024 | Gemeinderat 2024 |
| Partei / Liste                 | Stimmenanteil    | Sitze            |                  |                  |
| ------------------------------ | ---------------- | ---------------- | ---------------- | ---------------- |
| Freie Wähler                   | 28,7 % (+5,3)    | 6 (+1)           |                  |                  |
| CDU                            | 24,3 % (+3,5)    | 5 (+1)           |                  |                  |
| Unabhängige Bürgerliste (UBBS) | 17,0 % (+4,7)    | 4 (+1)           |                  |                  |
| SPD                            | 15,8 % (−2,3)    | 4 (±0)           |                  |                  |
| Grüne Liste                    | 14,3 % (−3,0)    | 3 (−1)           |                  |                  |
| Junge Liste (JL)               | n. a. (−8,1)     | 0 (−2)           |                  |                  |
| Wahlbeteiligung: 62,9 % (+3,7) |                  |                  |                  |                  |

### Bürgermeister
Der Bürgermeister wird für jeweils acht Jahre direkt gewählt. Von 1995 bis 2011 amtierte Rolf Müller (Freie Wähler) zwei Amtszeiten. Im Mai 2011 wurde Klaus Detlev Huge (SPD) sein Nachfolger. Dieser wurde am 17. Februar 2019 im zweiten Wahlgang für weitere acht Jahre gewählt.

### Wappen

Wappen
Hissflagge

Blasonierung:
„In Blau ein nach links versetzter zweischaliger silberner Brunnen mit silberner Wasserfontäne, rechts oben beseitet von einem goldenen Schild, darin ein blau gekrönter roter Löwenkopf.“
Erklärung:
Nach der Bildung der Gemeinde durch den Zusammenschluss von Bad Langenbrücken und Bad Mingolsheim wurde das Wappen der Gemeinde vom Innenministerium Baden-Württemberg 1975 verliehen. Das Schönborn’sche Wappen des Fürstbischofs ist hier auf einen Löwenrumpf reduziert. Der Name Schönborn spielt wie auch der Brunnen auf die seit dem 18. Jahrhundert genutzten Heilquellen des Kurortes an. Die Farben Blau und Silber sind die des Hochstifts Speyer, dem beide Orte bis 1803 angehörten.

### Städtepartnerschaften
Bad Schönborn unterhält seit 2001 partnerschaftliche Beziehungen zu Niederbronn-les-Bains (Elsass, Frankreich) und Kiskunmajsa (Ungarn).

## Kultur und Sehenswürdigkeiten

### Kirchen

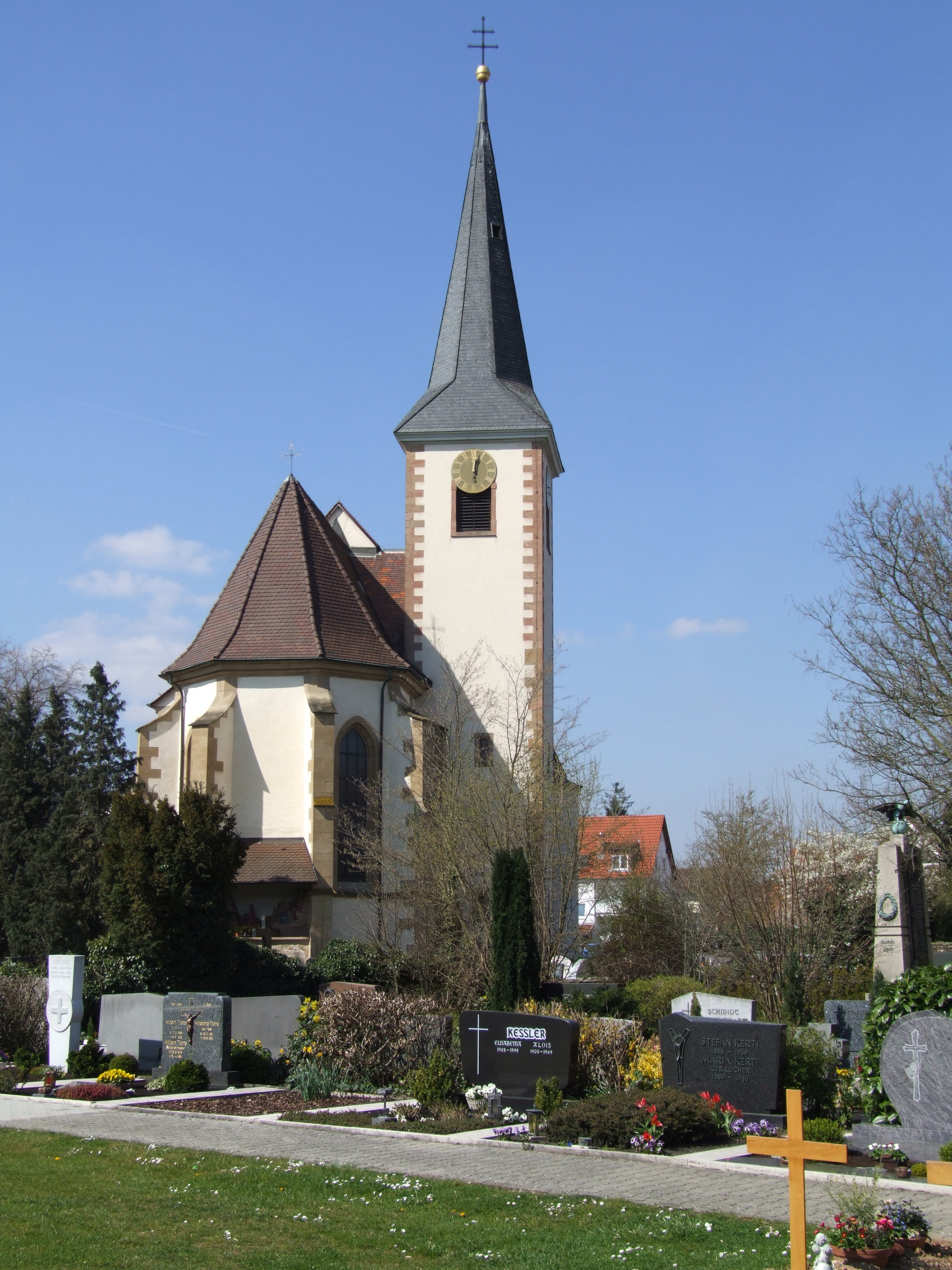
St. Lambertus in Mingolsheim

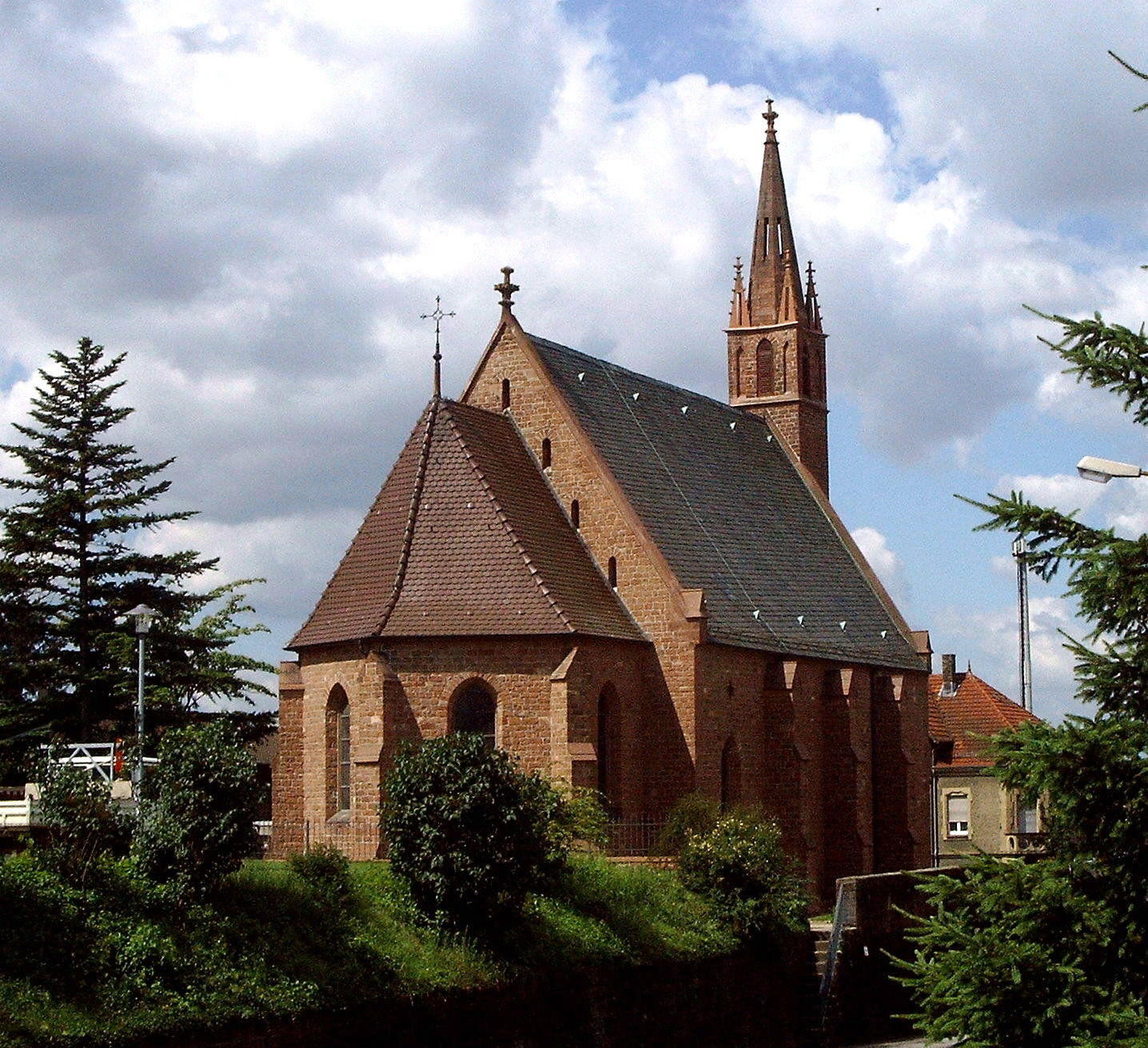
Rochuskapelle in Bad Mingolsheim

In Bad Schönborn gibt es zwei katholische Pfarrkirchen, St. Lambertus in Mingolsheim und St. Vitus (1907 mit einem großen Hochaltarbild Hl. Dreifaltigkeit der Gebrüder Moroder ausgestattet) in Langenbrücken. Zudem wurde in Mingolsheim eine Rochuskapelle zu Ehren des Ortspatronen Rochus erbaut.
Seit den 1950er Jahren gibt es in beiden Ortsteilen auch je eine evangelische Kirche, die Gustav-Adolf-Kirche in Mingolsheim sowie die Christuskirche in Langenbrücken.

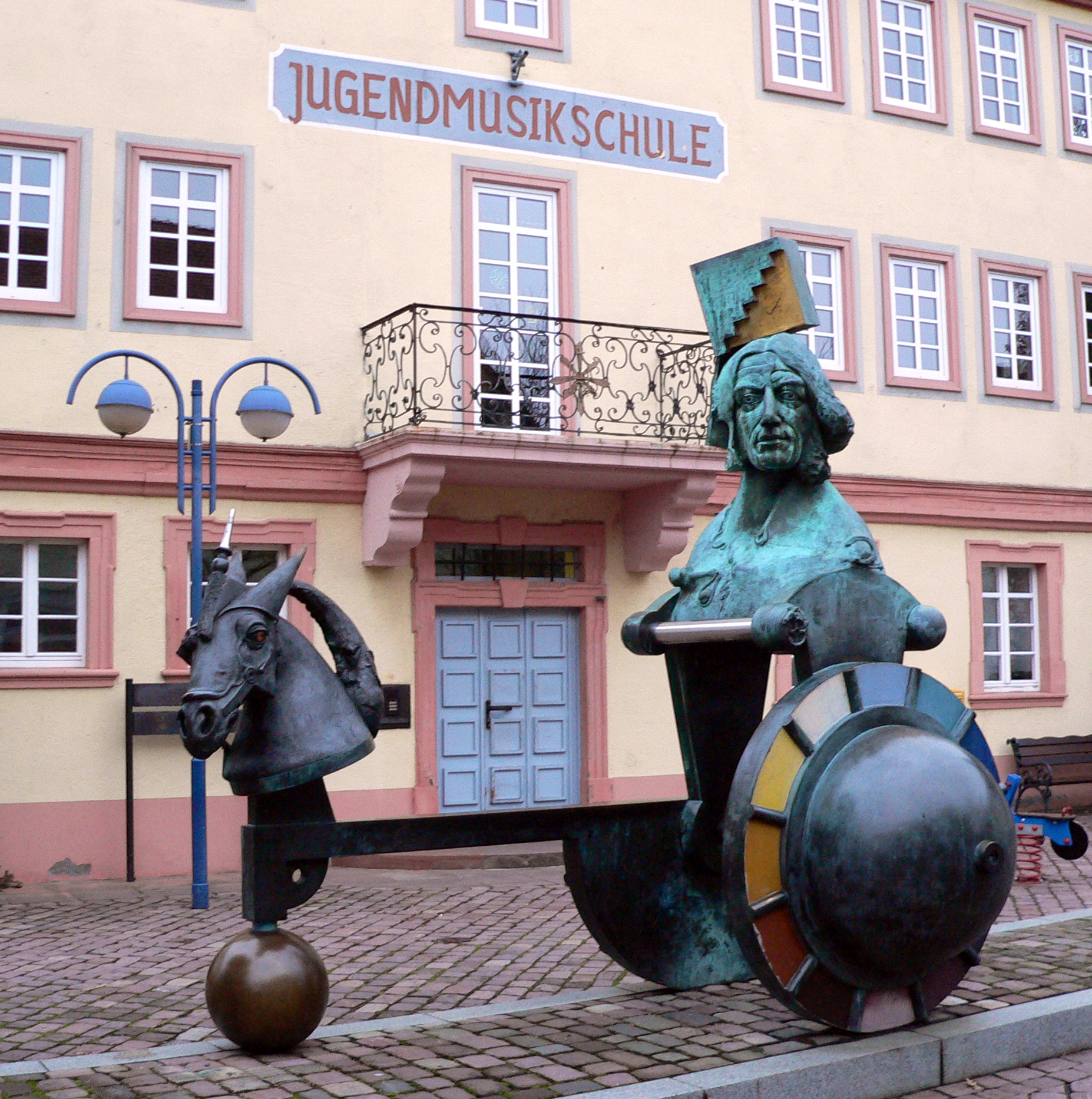
Skulptur „Der Wagenlenker“ von Jürgen Goertz auf dem Marktplatz von Bad Mingolsheim

### Museen
- Im Ortsteil Langenbrücken haben vertriebene Parabutscher und ihre Nachkommen das Heimatmuseum der Parabutscher Donauschwaben eingerichtet.
- In Mingolsheim gibt es ein Puppenmuseum sowie die Gartenanlage der Eisenbahnfreunde Bad Schönborn.

### Schloss Kislau
Im Ortsteil Bad Mingolsheim von Bad Schönborn liegt das Schloss Kislau. Das imposante Jagdschloss von 1721 geht wohl auf eine mittelalterliche Herrschaftsanlage aus dem 11. Jahrhundert zurück. Seit dem 19. Jahrhundert wird dieses bis heute als Gefängnis genutzt.

### Ohrenberg, Burg und Ritter von Ore
siehe auch: Schlacht am Ohrenberg, Ritterkanton Kraichgau
Franz Josef Mone schrieb in der Zeitschrift für die Geschichte des Oberrheins:

„Eine Anhöhe bei Langenbrücken heißt noch jetzt der Orenberg, vielleicht von diesen alten Besitzern. Es gab ein Geschlecht van Ore am Nierrhein (1381), ein anderes von Oren in Franken (1289)“

Der Name der heutigen Ohrenbergstraße in Bad Mingolsheim, beginnend an der B 3 leicht ansteigend bis zur Falltorstraße, geht zurück auf dieses erloschene Rittergeschlecht. Deren Sitz, auf einer Burg Ore, dürfte auf dem 130 m hoch gelegenen Hügel, bei den heutigen Schulgebäuden gelegen haben.

„Das Geschlecht der Ore war fränkischen Ursprungs und führte den Namen Rexendorf. Als es nach Dänemark kam, nahm es den Beinamen Ore an. Sein Wappen ist ein rother Ochse im silbernen Felde, mit einem halben rothen Ochsen auf dem Helme. Das Orische Geschlecht erlosch 1577 in Albrecht Johann Ore auf Nielstrup (Dänemark), der noch sieben andere Rittersitze besaß.“

### Parks
Bad Schönborn verfügt über zwei Kurparks, in jedem Ortsteil einen. In Mingolsheim gibt es einen Kleintierpark, mit Spielplatz und Gaststätte.
Der Waldparkring Mingolsheim war von 1949 bis 1958 eine Rennstrecke, die heute noch von Spaziergängern benutzt werden kann.

### Natur
Der Obstgengarten dient dem Erhalt alter Obstbaumsorten. Er befindet sich östlich des Kurgebiets in Mingolsheim. Die Grube im Posidonienschiefer in Langenbrücken schließt die jüngsten Gesteine des Kraichgaus auf.

### Veranstaltungen
Jährlich am 2. Wochenende im Mai findet der Jahrmarkt in Mingolsheim statt, am 1. Wochenende im Oktober in Langenbrücken. Am 1. Advent ist in Mingolsheim und am 3. Advent in Langenbrücken Weihnachtsmarkt. Am Faschingssonntag gibt es einen Fastnachtsumzug in Mingolsheim. Der Nachtumzug in Langenbrücken findet nach einer Pause 2016 ab 2017 wieder jährlich am Freitagabend statt.

### Ferienstraßen
Die Bertha Benz Memorial Route erinnert an die Strecke der ersten Autofahrt der Welt von Bertha Benz im Jahr 1888. Die damalige Langenbrücker Apotheke gilt als zweitälteste Tankstelle der Welt.
Die Weinstraße Kraichgau-Stromberg verbindet zahlreiche Weinorte in der Region und führt dabei auch durch Bad Schönborn.

## Wirtschaft und Infrastruktur

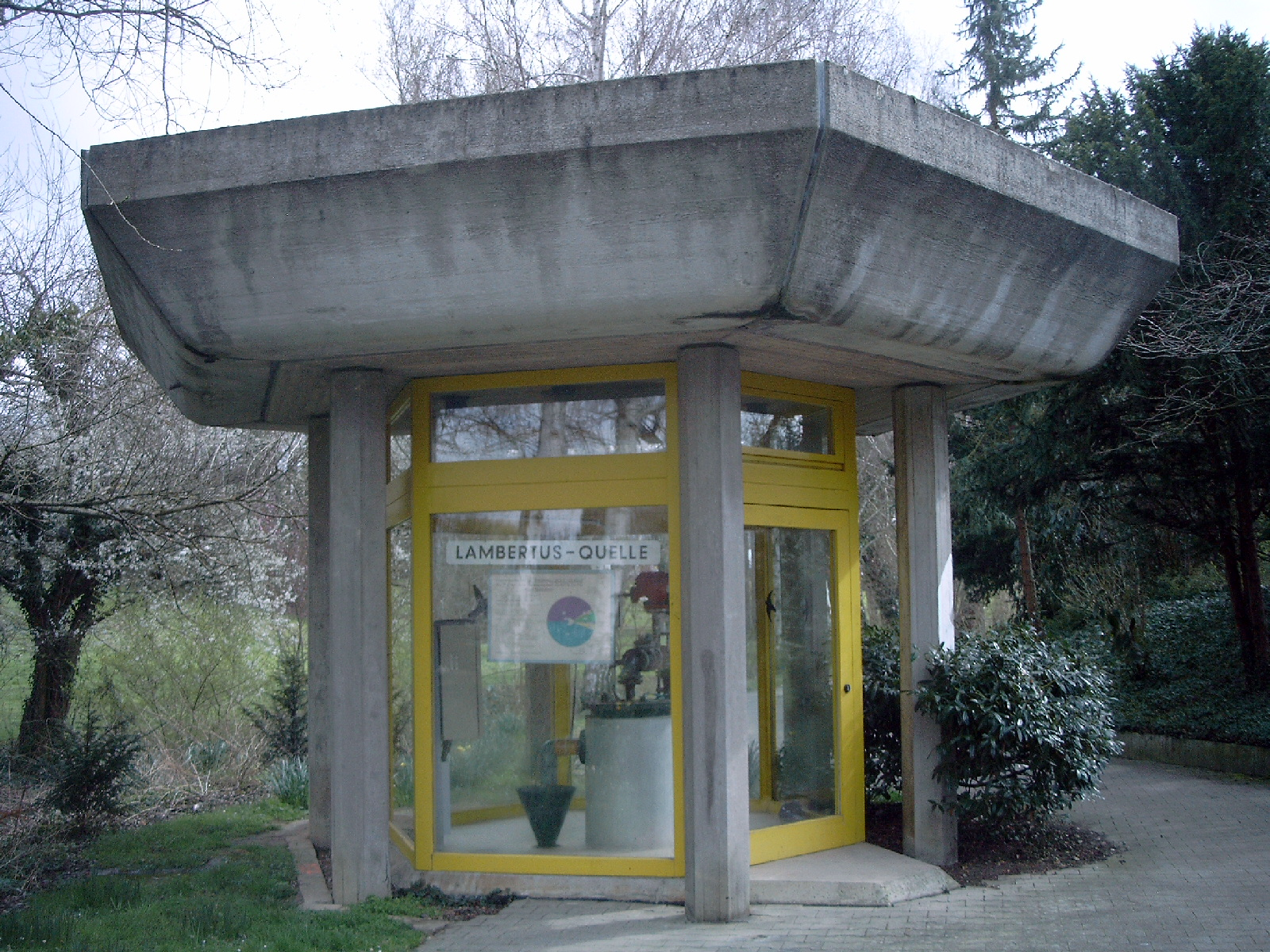
Fassung der Lambertus-Quelle

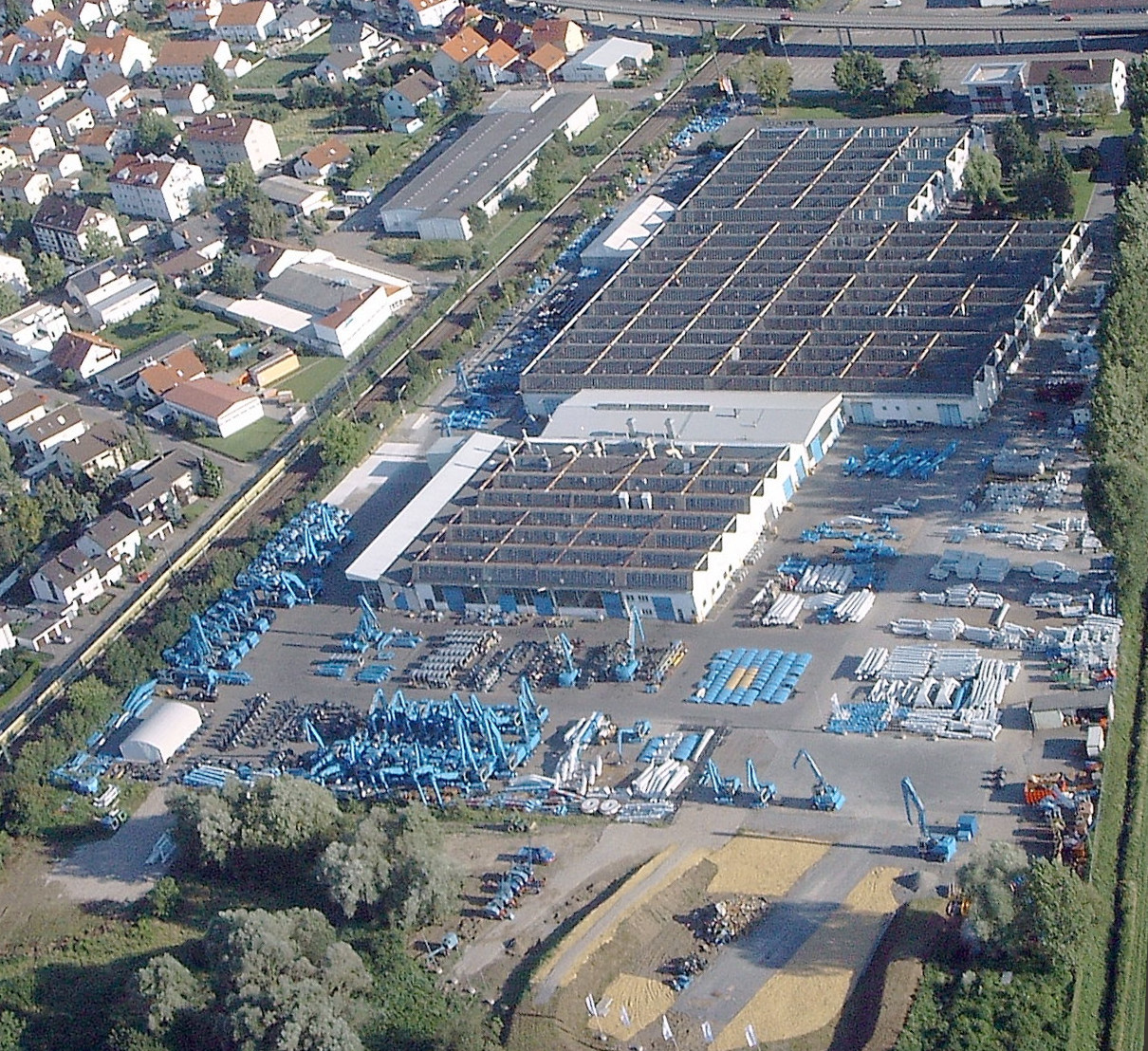
Das Terex/Fuchs-Werk aus der Luft

### Gesundheit und Tourismus
Bad Schönborn zählt durch sein Schwefel- und Thermalwasser zu den bekannten Kurorten in Baden-Württemberg. Es verfügt über zahlreiche Kur- und Rehabilitationseinrichtungen. 1766 erwarb der Speyerer Fürstbischof Franz Christoph von Hutten die hiesige Schwefelquelle und benachbarte Grundstücke und ließ ein Badehaus und die heute noch bestehenden beiden Alleen anlegen. Der damalige Brunnenstein wurde bei der 200-Jahr-Feier des Bades wieder aufgestellt. Nach Huttens Tod im Jahre 1770 wurde das Bad 1796 geschlossen, die Gebäude abgerissen und die Quellen verschüttet. 1824 erwarb der Heidelberger Kaufmann Franz Peter Sigel das Anwesen. In rascher Folge entstanden nun Badehaus, Ökonomiegebäude, Trink- und Wandelhalle sowie ein Musikpavillon. Als Krönung ließ Sigel durch einen Schüler des Karlsruher Architekten Weinbrenner das eindrucksvolle Kursaalgebäude mit Freitreppe errichten. Dieser Kursaal war vielfach Schauplatz großer Konzerte, Theateraufführungen und Festveranstaltungen. Das Schwefelbad zog bald vornehme Besucher auch über die Grenzen Badens hinaus an. Der prominenteste Badegast war die badische Markgräfin Amalie, die „Schwiegermutter Europas“, die ihren Witwensitz im Schloss in Bruchsal hatte. Zu ihren Ehren nannte Sigel seine Kuranstalt Amalienbad. Die verkehrsgünstige Lage an einer Post- und ab 1843 einer Bahnstation ermöglichte in der Folgezeit Adligen, vor allem aus Russland und Italien, zur Badekur nach Langenbrücken zu reisen. Einen wesentlichen Faktor zum Aufschwung des Kurortes brachte die Erschließung des St. Lambertus-Thermalbrunnens, die der ehemalige Bürgermeister Willhauck vorantrieb. Unter seinem Nachfolger Bender konnte 1975 das Thermarium im jetzigen Kurgebiet in Mingolsheim eingeweiht werden. Die wichtigsten Kliniken und Rehabilitationszentren am Ort sind in Bad Mingolsheim die Sankt-Rochus-Kliniken, die Sigmund-Weil- und Gotthard-Schettler-Klinik sowie in Bad Langenbrücken die Sigel-Klinik und die Fachklinik Mikina.

### Unternehmen
1956 wurde der Grundstein zum Bau des Mingolsheimer Werkes des Unternehmens Fuchs-Bagger aus Ditzingen bei Stuttgart gelegt. Damit begann ein wirtschaftlicher Aufschwung. Bis zu 1000 Menschen fanden hier in den späten Nachkriegsjahren Arbeit. 1985 übernahm das Langenburger Unternehmen Karl Schaeff GmbH & Co. die Johannes Fuchs KG Maschinenfabrik in Ditzingen und somit auch die ortsansässige Zweigstelle. Nach der erneuten Unternehmensübernahme 2002 durch den amerikanischen TEREX-Konzern aus Westport (Connecticut) firmiert das Unternehmen unter Terex/Fuchs. Die Umschlag- und Lademaschinen mit dem himmelblauen Anstrich sind auf der ganzen Welt anzutreffen.
Ein weiteres Unternehmen ist die Ophelis GmbH.
Die Unternehmensgruppe Schäfer entwickelt, konstruiert und fertigt Werkzeuge, Maschinen und Sondermaschinen als manuelle, halb- und vollautomatisierte Systeme für die kabelverarbeitende Industrie.
Nach dem Zweiten Weltkrieg siedelte sich im Ortsteil Langenbrücken die Vogtländische Gardinenweberei Renz & Sohn GmbH an, die aus dem sowjetisch besetzten Teil Deutschlands geflohen war. Mit der Firma kamen viele ehemalige Arbeiter, die sich in Langenbrücken ansiedelten. Die Gardinen waren überregional bekannt, u. a. kam die Schauspielerin Maria Schell in den 1950er Jahren, um sich Gardinen auszusuchen.

### Verkehr

#### Bahnverkehr
Beide Ortsteile sind an die Baden-Kurpfalz-Bahn (Heidelberg–Karlsruhe) angebunden. Die Eisenbahnstrecke Heidelberg–Bruchsal–Karlsruhe wurde am 10. April 1843 dem Verkehr übergeben. In Langenbrücken ist gleichzeitig eine Bahnstation eingerichtet worden (heute Bad Schönborn Süd). Der Bahnhof in Mingolsheim wurde erst 1875 gebaut (heute Bad Schönborn-Kronau). Auf der Strecke verkehren heute neben Fernzügen auch die Linien S 3 und S 4 der S-Bahn RheinNeckar. Die Gemeinde gehört mit ihren beiden Bahnhöfen zum Tarifgebiet des Karlsruher Verkehrsverbundes (KVV). Da die Tarifgrenze zum Verkehrsverbund Rhein-Neckar (VRN) nördlich der Gemeinde verläuft, gehört sie auch zum Übergangsgebiet dieses Verbunds.

#### Fernstraßen
Der Ort ist durch die Bundesstraße 3 (Buxtehude–Weil am Rhein) an das überregionale Straßennetz angeschlossen. Im Ort zweigt die Bundesstraße 292 (nach Lauda-Königshofen) von der B 3 ab. In der Nähe verlaufen die Bundesautobahn 5 (Nord–Süd) und die Bundesautobahn 6 (West–Ost). Der Ort leidet unter erheblichen Lärmbelastungen durch den Straßen- und Bahnverkehr, daher ist an mehreren Stellen ein Nachtfahrverbot für LKW im Gespräch. Eine Ortsumgehung ist ebenfalls in Planung.

#### Radverkehr
Durch eine Alltagsroute aus dem Radnetz Baden-Württemberg sind Bad Langenbrücken und Bad Mingolsheim über Ubstadt-Weiher (Ortsteile Stettfeld und Ubstadt) mit Bruchsal und in der anderen Richtung an Malsch vorbei mit Wiesloch und Walldorf verbunden.
Durch Bad Schönborn verlaufen als Landes-Radfernwege:
- Der Heidelberg-Schwarzwald-Bodensee-Radweg führt von Heidelberg nach Radolfzell. Er verläuft von St. Leon und Kronau kommend zum Philippsee und führt an Bad Langenbrücken vorbei. Weiter passiert er Weiher und verläuft über Stettfeld und Ubstadt nach Bruchsal.
- Der Badische Weinradweg[17] führt von Grenzach-Wyhlen am Hochrhein nach Laudenbach im Rhein-Neckar-Kreis, dabei werden sieben der neun badischen Weinanbaugebiete untereinander verbunden. Die Route verläuft dabei in großen Schleifen durch die Weinanbaugebiete von Bruchsal nach Wiesloch, insbesondere von den Östringer Stadtteilen Tiefenbach und Odenheim über Ubstadt-Weiher (Ortsteile Zeutern und Stettfeld) nach Bad Langenbrücken. Weiter führt er in die Kernstadt von Östringen und über den Mühlhausener Ortsteil Rettigheim nach Malsch.

### Bildung
Neben der Realschule Bad Schönborn und der Michael-Ende-Gemeinschaftsschule gibt es in beiden Ortsteilen noch je eine Grundschule und außerdem die Franz-Josef-Mone-Förderschule. Für die Kleinsten gibt es zwei kommunale, vier römisch-katholische und einen evangelischen Kindergarten.

## Persönlichkeiten

### Ehrenbürger
- Wilhelm Bender
- Pfarrer Ludwig Göbel
- Leonhard Schanzenbach
- Wilhelm Stang
- Pfarrer Wilhelm Weitzel
- Ewald Renz
- Franz-Josef Kuhn
- Rudolf Kramer
- Josef Willhauck
- Bernhard Freund
- Walter Bender
- Heribert Rech

### Söhne und Töchter der Gemeinde
- Hensel Miner von Mingolsheim (* in Mingolsheim), Baumeister unter dem Bischof von Speyer Nikolaus von Wiesbaden bzw. seinem Nachfolger Raban von Helmstatt
- Hans von Mingolsheim (* um 1410 in Mingolsheim), Baumeister unter anderem der Heilbronner Kilianskirche (1447–1454, 1458–1460)
- Peter Luder, teilweise auch Petrus Luder (* um 1415 in Kislau; † 1479), Wanderredner, Humanist, Mediziner und Gelehrter
- Konrad Ganther (* 9. August 1749 in Mingolsheim; † ?), Theologe und Mitglied des Geheimbundes der Illuminati (Deckname Galilei)
- Franz Jakob Göbel (* 16. Juli 1791 in Mingolsheim; † 23. August 1858 in Baden-Baden), Mathematiker, Professor und Rektor magnificus an der Universität Leuven
- Franz Josef Dumbeck (* 21. November 1791 in Mingolsheim; † 2. Juni 1842 in Ziegelhausen), Professor an der Universität Leuven
- Franz Josef Mone (* 12. Mai 1796 in Mingolsheim; † 1871), badischer Archivar und Historiker
- Johann Adam Hammer (* 27. Dezember 1818 in Mingolsheim; † 1878), diagnostizierte 1876 als erster Arzt einen Herzinfarkt am lebenden Menschen, Gründer eines Humboldt-Institutes in St. Louis, Teilnehmer am Amerikanischen Bürgerkrieg
- Albert „Al“ Sieber (* 27. Februar 1843 in Mingolsheim; † 1907), amerikanischer Kundschafter und Dolmetscher für die US-Armee in den Apachenkriegen, wurde in Arizona bekannt als Chief of Scouts
- Karl Molitor (1847–1924), Bibliothekar in Göttingen, Königsberg und Münster
- Leonhard Schanzenbach (* 12. Oktober 1852 in Mingolsheim; † 1938), Prälat in Freiburg im Breisgau
- Wilhelm Stang (* 21. April 1854 in Langenbrücken; † 1907), Bischof von Fall River im US-Bundesstaat South Dakota
- Hermann Julier (* 13. Februar 1877 in Mingolsheim; † 1939), Bürgermeister von Mingolsheim und Reichstagsabgeordneter
- Franz-Josef Kuhn (* 24. April 1883 in Langenbrücken; 25. Oktober 1959 ebenda), Landwirt, Bürgermeister von Langenbrücken und Mitglied der Vorläufigen Volksvertretung von Württemberg-Baden
- Heinz Heckmann (* 22. März 1932 in Langenbrücken; † 13. August 2012), Verwaltungsfachmann, Politiker (CDU) und ehemaliger Staatssekretär von Baden-Württemberg
- Klaus J. Zink (* 13. März 1947 in Mingolsheim; † 26. September 2024 in Iserlohn), Wirtschaftswissenschaftler
- Margret Ruep (* 1950 in Mingolsheim), Rektorin
- Erwin Gross (* 1953 in Langenbrücken), Professor für Malerei und Rektor der Staatlichen Akademie der Bildenden Künste Karlsruhe

### Sonstige mit der Gemeinde verbundene Personen
- Daniel Friedl, Schauspieler (* 1989), in Bad Schönborn aufgewachsen
- Klaus Gaßner (* 1962), Historiker und Kirchenmusiker in St. Lambertus
- Léon Gruenbaum, Wissenschaftler und Whistleblower (* 1934; † 2004) starb in Bad Mingolsheim.
- Joana, Sängerin (* 1944), lebt in Bad Schönborn
- Heribert Rech (* 1950), Politiker (CDU) und ehemaliger Innenminister von Baden-Württemberg, lebt in Bad Schönborn